# Orgue del Monestir de La Concepció
L'orgue del Monestir de La Concepció és un dels orgues més antics que es conserven a Mallorca i a l'estat Espanyol. Es troba en un estat perfectament funcional i ha passat per la mà d'orgueners de prestigi. El 2003 va ser llistat com a Bé d'Interès Cultural (BIC) pel Consell Insular de Mallorca.

## Història
Malgrat la mancança d'informació i documentació referent a aquest orgue, es diu que va ser construït per fra Bartomeu Triay, trinitari nascut a Menorca. Va ser traslladat a la dreta del cor, probablement per l'orguener Julià Munar, l'any 1904 com així indiquen els diaris que forren els portavents, i posteriorment, al lloc on es troba actualment. Es diu que al igual que molt d'altres trasllats, aquest va ser motivat pel motu propio de Sant Pius X. L'orgue va ser posat a punt per Gerhard Grenzing durant la seva estada a Mallorca.

### Bartomeu Triay
Apareix per primera vegada treballant a l'orgue de la Catedral de Ciutadella durant l'any 1666. Va ser un senyor molt religiós, que va construir bastants orgues tant a València com a Catalunya. Va restaurar l'orgue de Les Salves de la Capella del Corpus Christi a l'any 1671, i va construir un orgue nou al 1674.
A Barcelona va ser qui va restaurar l'orgue de Sant Jaume el 1680, i va construir-ne un per al Monestir de Santa Elisabet el 1688. L'any 1682, a La Pietat de Vie va construir un orgue. Al monestir de Montserrat va construir nous orgues entre els anys 1699 i 1707, dels quals lamentablement només queden les façanes. El 1710 construí dos orgues, un a Sant Justí de Mediona, i l'altre a al Monestir de Ripoll.
A Girona va construir l'orgue de Sant Domènec i va ampliar el de la Catedral entre 1681 i 1684 i l'orgue de Santa Maria d'Igualada, encara que no se'n té registre de la data. Excepte el de Sitges, construït el 1696, la majoria d'aquest orgues van desaparèixer o van ser destruïts durant la guerra civil.
Va construir l'orgue del Convent de Sant Francesc el 1702, que es suposa que s'encontrava sobre la Capella de Sant Miquel. Es pensa que també pot haver construït l'orgue de la Concepció per aquestes dates. A Fra Bartomeu Triay s'atribueix també la autoria d'un tractat d'organeria.

## Estat actual de l'orgue i descripció de la consola
Originalment es sap que es trobava sobre la capella propera al cor de l'esquerra, on roman encara el moble original amb les seves portes pintades. Ara és dins una caixa expressiva al centre del cor prop de la barana. No es fa servir sovint, encara que és en molt bon estat de conservació i funciona correctament. L'instrument disposa d'un sol teclat de 49 notes i 12 botons amb acoblament permanent al manual.

### Disposició
| Mà esquerra | Mà dreta    |
| Flautado 8' | Flautado 8' |
| Gamba 8'    | Gamba 8'    |
| Octava 4'   | Octava 4'   |
| Violón 8'   | Violón 8'   |
| Quincena    | Quincena    |
| Lleno       | Lleno       |
| Celeste     | Celeste     |

Compte també amb un pedal d'expressió i de trèmolo. La afinació actual és mig tó baixa (a'=410).